# Världsmästerskapet i schack 2008
Världsmästerskapet i schack 2008 var en titelmatch mellan den regerande världsmästaren Viswanathan Anand och utmanaren Vladimir Kramnik. Den spelades i Bonn mellan den 14 och 29 oktober 2008. Matchen spelades över tolv partier (varav det sista inte behövde spelas) och slutade med att Anand behöll världsmästartiteln.

## Bakgrund
Efter återföreningen av VM-titeln 2006 avgjordes världsmästerskapet i schack 2007 som en turnering och inte en match (detta var bestämt av FIDE redan innan återföreningen). FIDE beslutade då också att om Kramnik (som vunnit återföreningsmatchen 2006) inte vann VM-turneringen 2007 så skulle han få chansen att möta den nya världsmästaren i en match. Efter att Anand vunnit VM-turneringen 2007 så spelades därför denna match mellan Anand och Kramnik 2008. En del ansåg att Anand inte var en värdig världsmästare förrän han hade besegrat Kramnik i en match.

## Regler
Titelmatchen spelades över tolv partier. I varje parti hade spelarna 120 minuter på sig att göra sina första 40 drag och fick därefter ett tillägg på 60 minuter. När en spelare hade gjort sina första 60 drag fick denne ett tillägg på 15 minuter, och ett bonustillägg på 30 sekunder för varje ytterligare drag som gjordes.
Om matchen var oavgjord efter de första tolv partierna så spelades fyra partier snabbschack. Om det var oavgjort även efter dessa så spelades två partier blixtschack. Om det fortfarande var oavgjort så avgjordes matchen i ett parti armageddon.

## Resultat
| Namn              | Rating | Parti | Parti | Parti | Parti | Parti | Parti | Parti | Parti | Parti | Parti | Parti | Parti | Poäng |
| Namn              | Rating | 1     | 2     | 3     | 4     | 5     | 6     | 7     | 8     | 9     | 10    | 11    | 12    | Poäng |
| ----------------- | ------ | ----- | ----- | ----- | ----- | ----- | ----- | ----- | ----- | ----- | ----- | ----- | ----- | ----- |
| Viswanathan Anand | 2783   | ½     | ½     | 1     | ½     | 1     | 1     | ½     | ½     | ½     | 0     | ½     |       | 6½    |
| Vladimir Kramnik  | 2772   | ½     | ½     | 0     | ½     | 0     | 0     | ½     | ½     | ½     | 1     | ½     |       | 4½    |